# Нейц Печник
Нейц Пе́чник (словен. Nejc Pečnik; нар. 3 січня 1986, Дравоград, СФРЮ) —  словенський футболіст, півзахисник  португальського «Насьоналя» з Фуншала і  національної збірної Словенії.

## Біографія
Народився в містечку Дравоград в північній частині Словенії, там же починав займатися футболом в однойменному місцевому клубі. В 2003 у підписав контракт з клубом «Цельє» (також відомим як «Публікум»), 24 квітня 2004 дебютував у дорослому футболі в матчі чемпіонату країни з «Любляною», цей матч залишився для нього єдиним в тому сезоні.
У наступному сезоні він провів 7 матчів у чемпіонаті країни і ряд ігор у кубку, в якому його клуб здобув перемогу. У сезоні 2005/06 він став гравцем основного складу і залишався ним і в наступні два сезони. У сезоні 2007/08 він забив 14 м'ячів, ставши найкращим бомбардиром своєї команди. У червні 2008 був відданий в оренду в «Спарту» з Праги, де виступав півроку, провівши за цей час лише 4 матчі в чеській лізі; у лютому 2009 повернувся до «Цельє».

## Досягнення
- Володар Кубка Словенії: 2004/05
- Чемпіон Сербії : 2013/14